# Gulam
Gulam (grec. Γουλάμος) – książę Albanii (archont Kruje i Elbasanu) w latach około 1252-1254. 

## Życiorys
Był albańskim magnatem z Arbanonu. Został mężem córki Jerzego Kamonasa i Komneny z rodu Nemaniczów. Nosił tytuł archonta Kruje i Elbasanu. Podczas konfliktu Epiru z Cesarstwem Nicei wspierał początkowo działania Michała II Angelosa. W 1252 uznał jednak zwierzchnictwo cesarza Jana III Watatzesa.  